# Trofeu Catalunya Internacional 2011
El Trofeu Catalunya Internacional 2011 va enfrontar el dia 30 de desembre del 2011 la Selecció de futbol de Catalunya amb la Selecció de futbol de Tunísia, un partit disputat a l'Estadi Olímpic Lluís Companys, que va acabar amb un empat a 0 gols, fet que no es donava des del 1915.
Al minut 20 i 14 segons, un grup nombrós d'aficionats va aixecar les banderoles lliurades per la Plataforma Pro Seleccions Esportives Catalanes amb el lema «Catalunya al mundial Brasil 2014».
Malgrat l'empat, la selecció catalana va cedir a Tunísia el trofeu Catalunya Internacional en una clara mostra de fair play. El premi del millor jugador del partit, basat en la votació dels periodistes, va ser per Bojan Krkic.

## Jugadors de Catalunya
- Porters: Víctor Valdés (Kiko Casilla, m. 52).
- Defenses: Sergio Juste (Martín Montoya, m. 46), Andreu Fontàs, Gerard Piqué (Raúl Rodríguez, m. 46), Dídac Vilà (Marc Muniesa, m. 46).
- Migcampistes: Xavi Hernàndez (Sergi Roberto, m. 46), Sergio Busquets (Jordi Amat, m. 46), Cesc Fàbregas (Joan Verdú, m. 46).
- Davanters: Ferran Corominas (Isaac Cuenca, m. 46), Sergio García (Álvaro Vázquez, m. 46), Bojan Krkic (Albert Puigdollers, m. 74).

Entrenador: Johan Cruyff

## Detalls del partit
| 30 de desembre de 201119 h \| Catalunya \| 0-0 \| Tunísia \| \| --------- \| --- \| ------- \| \| \| \| \| Estadi Olímpic Lluís Companys, Barcelona 36.545 espectadors Álvarez Izquierdo (Catalunya) |     |         |
| Catalunya | 0-0 | Tunísia |
| |     |         |

| Catalunya | Tunísia |